# إلياتو
إلياتو (بالفارسية: الیاتو) هي قرية تقع في قسم بالابند الريفي (مقاطعة فريمان) في إيران. يقدر عدد سكانها بـ 232 نسمة بحسب إحصاء 2016.